# Хачимаки
Хачимаки (鉢巻) је трака за главу, пореклом из Јапана, која је направљена од платна често исписана неком речју или слоганом у циљу подршке, показатеља храбрости или неке друге особине. Може бити и потпуно једнобојна или у боји, са текстом или без ње, служећи једноставно као врста знојанице. Носе је студенти, спортски навијачи, штрајкачи, чланови банде, љубитељи одређеног музичког бенда и разне друге групе. 
Сматра се да су у прошлости хачимаки носили земљорадници, као једна врста знојанице али и самураји, из истог разлога како би сакупљала зној испод ратног шлема.
Хачимаки се данас продаје и као туристички поклон а најпопуларније су оне са натписима "日本一" (Nippon Ichi, "најбољи у Јапану"), "日本" (Nippon, "Јапан") или са мотивом сунца у центру који носи и главни јунак филма „Карате кид“.
У историји се хачимакији највише везују за јапанске пилоте самоубице тз. Камиказе у Другом светском рату који су у својим самоубилачким летовима носили ове траке обично са мотивом државне заставе или натписом "神風" („Камиказе“ – у преводу: божански ветар).
Чвор се по потреби привезује на челу, потиљку или са стране.

## Галерија
- У школској трци, као врста знојанице
- Млади Таико бубњари са хачимакијем
- Самураји (реконструкција са фестивала)
- Холандски возач Том Коронел са хачимакијем